# Jouineau Bourduge
Guy Jouineau, né le 6 février 1930 à Clichy et mort le 24 mai 2025 à Briare, et Guy Bourduge, né en 1931 à Saint-Germain-en-Laye, travaillent ensemble de la fin des années 1950 jusqu’au début du XXIe siècle : ils créent sous la signature « Jouineau Bourduge » plusieurs centaines d’affiches de cinéma, essentiellement pour le marché français, ainsi que de nombreuses pochettes de disque, notamment pour Charles Aznavour, Moustache, Philippe Clay, Virginie Morgan, Charlie Parker, etc.
En 1990, le César de la meilleure affiche récompense « Jouineau Bourduge » pour l’affiche de Cinema Paradiso (1988) de Giuseppe Tornatore. Ils cessent de créer au début du XXIe siècle, lorsque les techniques graphiques informatisées remplacent l’artisanat dans leur métier.

## Affiches de cinéma
Dans leur production de plus de 400 affiches, « Jouineau Bourduge » adaptent en permanence leur style graphique à l’esprit du film que leur affiche va présenter au public : dans tous les genres, ils créent des images efficaces et souvent mémorables ; parmi de nombreuses réussites, on retiendra notamment les affiches créées pour Fellini Roma (1972) de Federico Fellini, Tout ce que vous avez toujours voulu savoir sur le sexe sans jamais oser le demander (1973) de Woody Allen, Vol au-dessus d’un nid de coucou (1975) de Miloš Forman, Cadavres exquis (1976) de Francesco Rosi, La Chambre verte (1978) de François Truffaut, Si ma gueule vous plaît (1981) de Michel Caputo, ou encore Risky Business (1983) de Paul Brickman.
Deux affiches sont restées célèbres, réalisées en 1975 pour Stanley Kubrick : celle de la sortie en France de Les Sentiers de la gloire (le film y était interdit depuis sa sortie en 1957), et celle de Barry Lyndon , que le réalisateur adopte pour la promotion internationale de son film.

### Années 1950
- 1957 : 
  - Nathalie, de  Christian-Jaque
  - Les Nuits d'Amérique, de Giuseppe Maria Scotese
  - Le Plus Beau Jour de ma vie, de Max Neufeld
- 1958 : Un drôle de dimanche, de Marc Allégret
- 1959 :
  - L'Ambitieuse, d'Yves Allégret
  - Brèves Amours, de Camillo Mastrocinque et Giuliano Carnimeo
  - 12ème Festival de Cannes
  - La nuit des traqués, de Bernard Roland
  - R.P.Z. appelle Berlin, de Ralph Habib
  - Robinson et le Triporteur, de Jack Pinoteau

### Années 1960
- 1960 :
  - Chien de pique, d'Yves Allégret
  - Les Godelureaux, de Claude Chabrol
  - Jack l'Éventreur, de Robert S. Baker
  - Monsieur Suzuki, de Robert Vernay
  - Les Nuits du monde, de Luigi Vanzi
  - Les Scélérats, de Robert Hossein
  - Tirez sur le pianiste, de François Truffaut
  - Le Trou, de Jacques Becker
- 1961 :
  - Le bourreau attendra, de Robert Vernay
  - Ce soir ou jamais, de Michel Deville
  - En pleine bagarre, de Giorgio Bianchi
  - Le Farceur, de Philippe de Broca
  - Les Grandes personnes, de Jean Valère
  - Le Jeu de la vérité, de Robert Hossein
  - Les Loustics à l'hosto, de Gerald Thomas
  - Les Mains d'Orlac, d'Edmond T. Gréville
  - Mort aux SS, d'Ewa Petelska et Czeslaw Petelski
  - Les Nuits d'Amérique, de Giuseppe Maria Scotese
  - Le Rendez-vous, de Jean Delannoy
  - Samedi soir, de Yannick Andréi
  - Un singe en hiver, de Henri Verneuil
- 1962 :
  - Adorable Menteuse, de Michel Deville
  - L'Aîné des Ferchaux, de Jean-Pierre Melville
  - Les Femmes d'abord, de Raoul André
  - Le Gentleman d'Epsom, de Gilles Grangier
  - Les Honneurs de la guerre, de Jean Dewever
  - Landru, de Claude Chabrol
  - Nous irons à Deauville, de Francis Rigaud
  - L'Œil du malin, de Claude Chabrol
  - Le Procès, d'Orson Welles
  - Le Rendez-vous de minuit, de Roger Leenhardt
  - Scotland Yard prend sa revanche, de Gerard Glaister
  - Snobs !, de Jean-Pierre Mocky
  - Tête à tête sur l'oreiller, de Rolf Thiele
- 1963 :
  - L'Amour à la suédoise, de Gian Luigi Polidoro
  - L'assassin connaît la musique..., de Pierre Chenal
  - Clémentine chérie, de Pierre Chevalier
  - Maigret voit rouge, de Gilles Grangier
  - Monsieur, de Jean-Paul Le Chanois
  - La Mort d'un tueur, de Robert Hossein
  - Ophélia, de Claude Chabrol
  - Le Roi du village, de Henri Gruel
  - Les Tontons flingueurs, de Georges Lautner
- 1964 :
  - Aimez-vous les femmes ?, de Jean Léon
  - Les Barbouzes, de Georges Lautner
  - La Chance et l'Amour, de Claude Berri, Charles Bitsch, Éric Schlumberger et Bertrand Tavernier
  - Le Coq du village, d'Alessandro Blasetti
  - Le Cocu magnifique, d'Antonio Pietrangeli
  - Mort, où est ta victoire ?, de Hervé Bromberger
  - Ne nous fâchons pas, de Georges Lautner
  - Pas de printemps pour Marnie, d'Alfred Hitchcock
  - Pas question le samedi, d'Alex Joffé
- 1965 :
  - Cartes sur table, de Jesús Franco
  - L'Évangile selon saint Matthieu, de Pier Paolo Pasolini
  - Faites vos jeux, mesdames, de Marcel Ophüls
  - Fantomas se déchaîne, d'André Hunebelle
  - Le Gendarme à New York, de Jean Girault (avec Clément Hurel)
  - Feu à volonté, de Marcel Ophuls
  - Les Grandes Gueules, de Robert Enrico
  - Guerre secrète, de Christian-Jaque
    - Guerre secrète / Geheime Oorlog (Belgique)

  - Le Majordome, de Jean Delannoy
  - Marie-Chantal contre Dr Kha, de Claude Chabrol
  - Monnaie de singe, d'Yves Robert
  - Les Mordus de Paris, de Pierre Armand
  - Quand passent les faisans, d'Édouard Molinaro
  - Le Tonnerre de Dieu, de Denys de La Patellière (avec Clément Hurel)
- 1966 :
  - À belles dents, de Pierre Gaspard-Huit
  - Agent 3S3, passeport pour l'enfer, de Sergio Sollima
  - La Blonde de Pékin, de Nicolas Gessner
  - Le Dimanche de la vie, de Jean Herman
  - Le Grand Restaurant, de Jacques Besnard
  - La Grosse Caisse, d'Alex Joffé
  - L'Incompris, de Luigi Comencini
  - Le Jardinier d'Argenteuil, de Jean-Paul Le Chanois
  - Mon amour, mon amour, de Nadine Trintignant
  - Pharaon, de Jerzy Kawalerowicz
  - Trois Enfants dans le désordre, de Léo Joannon
  - Le Voyage du père, de Denys de La Patellière
- 1967 :
  - À chacun son dû, d'Elio Petri
  - Beaucoup trop pour un seul homme, de Pietro Germi
  - Le Canard en fer blanc, de Jacques Poitrenaud
  - Les Chefs-d'œuvre de Walt Disney
  - La Grande Sauterelle, de Georges Lautner
  - Les Grandes Vacances, de Jean Girault
  - Les Producteurs, de Mel Brooks
  - Le Scandale, de Claude Chabrol
  - Les Sorcières, de Vittorio De Sica
  - Un choix d'assassins, de Philippe Fourastié
  - Un idiot à Paris, de Serge Korber
  - Week-end, de Jean-Luc Godard
- 1968 :
  - La Chamade, d'Alain Cavalier
  - Le Fantôme de Barbe-Noire, de Robert Stevenson
  - L'Homme qui ment, d'Alain Robbe-Grillet
  - La Honte, d'Ingmar Bergman
  - Le Tatoué, de Denys de La Patellière
- 1969 :
  - La Bataille d'Angleterre, de Guy Hamilton
    - Luftschlacht um England (Allemagne)

  - Le Cirque, de Charlie Chaplin
  - Les deux amours de Caroline, de Ron Kelly
  - Le Diable par la queue, de Philippe de Broca
  - Il pleut dans mon village, d'Aleksandar Petrović
  - Fellini Satyricon, de Federico Fellini
  - Macadam Cowboy, de John Schlesinger
  - Une passion, d'Ingmar Bergman

### Années 1970
- 1970 :
  - Les Caprices de Marie, de Philippe de Broca
  - Des vacances en or, de Francis Rigaud
  - L'Enfant sauvage, de François Truffaut
  - La Fabuleuse Histoire de Mickey, de Ward Kimball
  - Ned Kelly, de Tony Richardson
  - L'Oiseau au plumage de cristal, de Dario Argento
  - Queimada, de Gillo Pontecorvo
  - La Route de Salina, de Georges Lautner
- 1971 :
  - Africa erotica, de Guido Guerrasio
  - Les Charognards, de Don Medford
  - Le Décaméron, de Pier Paolo Pasolini
  - Un dimanche comme les autres, de John Schlesinger
  - Le Fossoyeur, d'Anthony Ascott
  - La Grande Java, de Philippe Clair
  - Hellé, de Roger Vadim
  - Il était une fois la révolution, de Sergio Leone
  - Les Putains aussi, de Menahem Golan
  - La Saignée, de Claude Mulot
  - Les Sept Mercenaires, de John Sturges
  - La Valse des truands, de Paul Bogart
  - Le Viager, de Pierre Tchernia
  - Le Voleur de chevaux, d'Abraham Polonsky
- 1972 :
  - Avanti !, de Billy Wilder
  - La Chevauchée des sept mercenaires, de George McCowan
  - Les Contes de Canterbury, de Pier Paolo Pasolini
  - Le Dernier Tango à Paris, de Bernardo Bertolucci
    - Last Tango in Paris (États-Unis)

  - Fellini Roma, de Federico Fellini
  - L'Hôpital, d'Arthur Hiller
  - Les Indésirables, de Stuart Rosenberg
  - Les Joyeux Lurons, de Michel Gérard
  - Malpertuis, de Harry Kümel
  - Meurtres dans la 110e Rue, de Barry Shear
  - Paulina 1880, de Jean-Louis Bertucelli
  - Sex-shop, de Claude Berri
- 1973 :
  - Histoires scélérates, de Sergio Citti
  - Le Flingueur, de Michael Winner
  - Mean Streets, de Martin Scorsese
  - Poil de Carotte, de Henri Graziani
  - Le Privé, de Robert Altman
  - Tout ce que vous avez toujours voulu savoir sur le sexe sans jamais oser le demander, de Woody Allen
  - Woody et les Robots, de Woody Allen
- 1974 :
  - Apportez-moi la tête d'Alfredo Garcia, de Sam Peckinpah
  - Brannigan, de Douglas Hickox
  - Le Canardeur, de Michael Cimino
  - Mr. Majestyk, de Richard Fleischer
  - Le Mort-vivant, de Bob Clark
  - Nous sommes tous des voleurs, de Robert Altman
  - Portier de nuit, de Liliana Cavani
    - The Night Porter (Royaume-Uni)

  - Le Retour de la Panthère rose, de Blake Edwards
  - Les Vacanciers, de Michel Gérard
  - Vos gueules, les mouettes !, de Robert Dhéry
  - Le Voyage, de Vittorio De Sica
- 1975 :
  - Aloïse, de Liliane de Kermadec
  - Barry Lyndon, de Stanley Kubrick
  - La Cité des dangers, de Robert Aldrich
    - Destino Fatal (Espagne)

  - Gros plan, de John Byrum
  - L'Histoire d'Adèle H., de François Truffaut
  - Rollerball, de Norman Jewison
  - Les Sentiers de la gloire, de Stanley Kubrick
  - Le Solitaire de Fort Humboldt, de Tom Gries
  - Un Tramway nommé Désir, d'Elia Kazan
  - Tueur d'élite, de Sam Peckinpah
  - Le Vieux Fusil, de Robert Enrico
  - Vol au-dessus d'un nid de coucou, de Miloš Forman
- 1976 :
  - L'Argent de poche, de François Truffaut
  - Cadavres exquis, de Francesco Rosi
  - Car wash, de Michael Schultz
  - C'est arrivé entre midi et trois heures, de Frank D. Gilroy
  - Missouri Breaks, d'Arthur Penn
  - Network : Main basse sur la télévision, de Sidney Lumet
  - La Revanche d'un homme nommé Cheval, d'Irvin Kershner
  - Rocky, de John G. Avildsen
  - Salò ou les 120 Journées de Sodome, de Pier Paolo Pasolini
  - Si c'était à refaire, de Claude Lelouch
- 1977 :
  - Annie Hall, de Woody Allen
  - Au-delà du bien et du mal, de Liliana Cavani
  - Carrie au bal du diable, de Brian De Palma
  - Certains l'aiment chaud, de Billy Wilder
  - Dites-lui que je l'aime, de Claude Miller
  - En route pour la gloire, de Hal Ashby
  - L'Homme qui aimait les femmes, de François Truffaut
    - Der mann, der die frauen liebte (Allemagne)

  - Iphigénie, de Michael Cacoyannis
  - La Marche triomphale, de Marco Bellochio
  - New York, New York, de Martin Scorsese
  - Portrait de groupe avec dame, de Aleksandar Petrović
    - Gruppenbild mit Dame (Allemagne)

  - Qui a tué le chat ?, de Luigi Comencini
  - Un autre homme, une autre chance, de Claude Lelouch
  - Un pont trop loin, de Richard Attenborough
  - La Vie devant soi, de Moshé Mizrahi
- 1978 :
  - Attention, les enfants regardent, de Serge Leroy
  - Audrey Rose, de Robert Wise
  - La Chambre verte, de François Truffaut
  - Dernier Amour, de Dino Risi
  - Equus, de Sidney Lumet
  - FiST, de Norman Jewison
  - Général... nous voilà !, de Jacques Besnard
  - L'Invasion des profanateurs, de Philip Kaufman
  - Jeune et innocent, d'Alfred Hitchcock
  - La Malédiction de la Panthère rose, de Blake Edwards
  - Retour, de Hal Ashby
  - Le Soleil en face, de Pierre Kast
  - Vas-y maman, de Nicole de Buron
- 1979 :
  - Au revoir... à lundi, de Maurice Dugowson
  - La Cage aux folles, d'Édouard Molinaro
  - Deux Bonnes Pâtes, de Sergio Citti
  - Hair, de Miloš Forman
  - Melancoly Baby, de Clarisse Gabus
  - Ils sont grands, ces petits, de Joël Santoni
  - Rocky II, la revanche, de Sylvester Stallone
  - Le Roi des gitans, de Frank R. Pierson
  - Voyage au bout de l'enfer, de Michael Cimino
  - Voyage avec Anita, de Mario Monicelli
  - Yanks, de John Schlesinger

### Années 1980
- 1980 :
  - La Cage aux folles II, d'Édouard Molinaro
  - Le Complot diabolique du docteur Fu Manchu, de Piers Haggard
  - Cutter's Way, d'Ivan Passer
  - L'Étalon noir, de Carroll Ballard
  - Heaven's Gate. La Porte du Paradis, de Michael Cimino
  - La Puce et le Privé, de Roger Kay
  - Mais qu'est-ce que j'ai fait au bon Dieu pour avoir une femme qui boit dans les cafés avec les hommes ?, de Jan Saint-Hamont
  - Rosy la Bourrasque, de Mario Monicelli
  - Signé Furax, de Marc Simenon
  - Simon, de Marshall Brickman
  - Terreur sur la ligne, de Fred Walton
  - Les Turlupins, de Bernard Revon
- 1981 :
  - L'arme à l'œil, de Richard Marquand
  - La Créature du marais, de Wes Craven
  - Les Faucons de la nuit, de Bruce Malmuth
  - L'Homme des cavernes, de Carl Gottlieb
  - Le Professionnel, de Georges Lautner
  - Sabotage, d'Alfred Hitchcock
  - Si ma gueule vous plaît, de Michel Caputo
  - Le Solitaire, de Michael Mann
    - Ladron (Espagne)
- 1982 :
  - Blade Runner, de Ridley Scott
  - Le Cadeau, de Michel Lang
  - Comédie érotique d'une nuit d'été, de Woody Allen
  - Dressé pour tuer, de Samuel Fuller
  - Les Fesses à l'air, d'Andrew Bergman
  - La Flambeuse , de Don Siegel
  - Honkytonk Man, de Clint Eastwood
  - Missing, de Costa-Gavras
  - Moscou ne croit pas aux larmes, de Vladimir Menchov
  - Piège mortel, de Sidney Lumet
  - Poltergeist, de Tobe Hooper
  - Rocky III, l'oeil du tigre, de Sylvester Stallone
  - Si elle dit oui... je ne dis pas non, de Claude Vital
  - Star 80, de Bob Fosse
  - T'empêches tout le monde de dormir, de Gérard Lauzier (avec Gérard Lauzier)
  - Tir groupé, de Jean-Claude Missiaen
  - Un dimanche de flic, de Michel Vianey
  - Un flic aux trousses, de Jeff Kanew
- 1983 :
  - Au nom de tous les miens, de Robert Enrico
  - Cinq jours, ce printemps-là, de Fred Zinnemann
  - Le Braconnier de Dieu, de Jean-Pierre Darras
  - Le Dernier Testament, de Lynne Littman
  - L'Été du bac, de George Bowers
  - L'Imposteur, de Luigi Comencini
  - La Mort aux enchères, de Robert Benton
    - Still of the night (États-Unis)

  - Les Prédateurs, de Tony Scott
  - Risky Business, de Paul Brickman
  - Wargames, de John Badham
  - Yentl, de Barbra Streisand
- 1984 :
  - À la recherche de Garbo, de Sidney Lumet
  - À mort l'arbitre, de Jean-Pierre Mocky
  - La Corde, d'Alfred Hitchcock
  - Country, les Moissons de la colère, de Richard Pearce
  - Le Faux Coupable, d'Alfred Hitchcock
  - La Forteresse noire, de Michael Mann
  - La France interdite, de Jean-Pierre Imbrohoris
  - L'Homme qui en savait trop, d'Alfred Hitchcock
  - La Loi du silence, d'Alfred Hitchcock
  - Les Moissons du printemps, de Richard Benjamin
  - Police Academy, de Hugh Wilson
  - Reckless, de James Foley
  - Retour vers l'enfer, de Ted Kotcheff
  - Ronde de nuit, de Jean-Claude Missiaen
  - Sueurs froides, d'Alfred Hitchcock
  - Tendres Passions, de James L. Brooks
- 1985 :
  - French lover, de Richard Marquand
  - Macaroni, d'Ettore Scola
- 1986 :
  - Clockwise, de Christopher Morahan
  - Ginger et Fred, de Federico Fellini
  - Mais qui a tué Harry ?, d'Alfred Hitchcock
  - Week-end de terreur, de Fred Walton
  - Y a-t-il quelqu'un pour tuer ma femme ?, de Jerry Zucker
- 1987 :
  - Ennemis intimes, de Denis Amar
  - Flag, de Jacques Santi
  - L'Œil au beur(re) noir, de Serge Meynard
- 1988 :
  - À notre regrettable époux, de Serge Korber
  - Cinema Paradiso, de Giuseppe Tornatore
  - Stormy Monday, un lundi trouble, de Mike Figgis
- 1989 :
  - L'Adieu au roi, de John Milius
  - L'ami retrouvé, de Jerry Schatzberg
  - Les Eaux printanières, de Jerzy Skolimowski
  - Jeu d'enfant, de Tom Holland
  - Une saison blanche et sèche, d'Euzhan Palcy
- 1991 :
  - La Contre-allée, d'Isabel Sebastian
  - Money, de Steven Hilliard Stern

### Ressorties
- Le Mécano de la « General » (1926), de Buster Keaton et Clyde Bruckman
  - El Maquinista de la General (Espagne), avec Macario Gómez Quibus
- Les Dégourdis de la 11e (1937), de Christian-Jaque
- Les Inconnus dans la maison (1942), de Henri Decoin
- On demande un assassin (1949), d'Ernst Neubach
- Le Désert vivant (1954), de James Algar
- Victoire en mer (1954), de Henry Salomon

## Pochettes de disques
- 1956 :
  - Aznavour - Interdit au moins de 16 ans
  - Dick Rassurel et ses Berlurons
  - Jacques Jay et ses Joyeux Saltimbanques - Rock saltimbanque
  - Moustache et son Dixieland jazz band autour du monde
  - Roger Pierre et Jean-Marc Thibault - Club volume 2
- 1957 :
  - Charles Aznavour - 8 chansons de Charles Aznavour
  - Denise Benoît - Humour de la Belle époque
  - Denise Benoît accompagnement François Rauber et son trio - Bonjour Monsieur Trenet
  - Freddy Alberti - Calypso
  - Grand Orchestre de France - Jacques Bonneaud - Valses de France
  - Jacques Doyen Jacques Lasry La Ballade des pendus
  - Jacques Esterel Orchestre J. Lasry - Marie-France
  - Jacques Morino et son orchstre argentin - Pecachi
  - Jacques Poulbeau Jules Nicoli André Marc - Provinces accordéon
  - Jean Leccia et ses orchestres - Mon amour
  - Jean Leccia et son orchestre - O Chaucoun
  - Jerry Mengo et son orchestre - Calypso
  - Joseph Kosma - Grand rue
  - Lennie Hambro - Hambro Mambo
  - L'envers vaut l'endroit - Marches et javas
  - Les 4 de Paris - Jonathan
  - Les 4 de Paris - Le Tendre piège
  - Moustache et son Dixieland jazz band - Moustache au Tyrol
  - Pépé Luiz et son orchestre d'Amérique latine
  - Philippe Clay à l'Olympia
  - Robert Valentino son piano et ses rythmes - Promenade avec Francis Lemarque
  - Roger Pierre et Jean-Marc Thibault - A l'Olympia
  - Super Party 16 tours
  - Surprise Partie 27
  - Surprise Partie 28
  - Virginie Morgan et ses rythmes - Armen's Theme
  - Virginie Morgan et ses rythmes - Irma la Douce
  - Virginie Morgan son orgue ses rythmes - Je vais revoir ma blonde
  - Virginie Morgan son orgue ses rythmes - n° 13
  - Virginie Morgan son orgue ses rythmes - vol 12
- 1958 :
  - Armand Gordon et son rag-time jazz band
  - Charlie Parker - Vol 2
  - Charlie Parker - Vol 5
  - Charlie Parker - Vol 7
  - Claude Chevalier et son accordéon - Caf' Conc' Musette
  - Donald Byrd - Byrd's Word
  - Freddy Alberti - Harp and slidders
  - Hubert Pontat et son orchestre caraïbe
  - Jerry Mengo et son orchestre, Roger Duquesne - Surprise-partie pour papa
  - Les 4 de Paris - Histoire d'un amour
  - Les Comédiens Français chantent pour les enfants
  - Los Cangaceiros Orquesta - Abrete Sesamo
  - Los Cangaceiros Super Orquesta - Chocolata
  - Los Cubancitos Orquesta - Mambos Sélection Vol 4
  - Loulou Legrand et son ensemble musette - Zon Zon
  - Pépé Luiz y su orquesta hispana - Classiques du Paso Doble
  - René Ninforge et son accordéon musette - Mlle Beulemans à l'Expo
  - Virginie Morgan son orgue et ses rythmes - Julie la Rousse
  - Virginie Morgan son orgue ses rythmes - vol 15
- 1959 :
  - Coccinelle - Tu t'fous d'moi
  - Robert Valentino son piano et son piano casserole - Charleston
- 1962 : Orchestre Claude Vasori - Mon Oncle du Texas
- 1963 : 
  - Paul Misraki - Nous irons à Deauville
  - Le Roi du village - Bande originale - Georges Moustaki - Henri Tisot - Les Chats sauvages
- 1966 : Francis Lai - Mon amour, mon amour
- 1975 :
  - Barry Lyndon - German Dance
  - Barry Lyndon - Music From The Academy Award Winning Soundtrack
  - Barry Lyndon - Sarabande
  - Le Vieux Fusil - François de Roubaix - Bande originale du film
- 1976 : Missouri Breaks - Marcel Dadi - Love theme
- 1979 :
  - Au revoir... à lundi - Bande originale - Jean-Daniel Mercier
  - Au revoir... à lundi - Bande originale - La Floride
- 1982 : Si elle dit oui... je ne dis pas non - Bande originale - Jacques Revaux
- 1983 : Le Braconnier de Dieu - Bande originale - Claude Bolling
- 1989 : L'Adieu au roi - Bande originale - Basil Poledouris